# Nowakowskiella profusa
Nowakowskiella profusa är en svampart som beskrevs av Karling 1941. Nowakowskiella profusa ingår i släktet Nowakowskiella och familjen Cladochytriaceae.   Inga underarter finns listade i Catalogue of Life.